# Astragalus caprinus
Astragalus caprinus es una especie de planta herbácea perteneciente a la familia de las leguminosas. Es originaria del Norte de África y el Próximo Oriente.
Es una planta herbácea perennifolia que se distribuye por Marruecos, Argelia, Túnez, Libia, Egipto, Irán, Irak, Sicilia, Chipre, Israel, Jordania, Líbano, Arabia Saudita, Siria y Turquía.

## Taxonomía
Astragalus caprinus fue descrita por Carlos Linneo y publicado en Species Plantarum, Editio Secunda 2: 1071. 1763.
Etimología
Astragalus: nombre genérico derivado del griego clásico άστράγαλος y luego del Latín astrăgălus aplicado ya en la antigüedad, entre otras cosas, a algunas plantas de la familia Fabaceae, debido a la forma cúbica de sus semillas parecidas a un hueso del pie.
caprinus: epíteto latíno que significa  "cabra".
Variedades aceptadas
- Astragalus caprinus subsp. caprinus L.
- Astragalus caprinus subsp. glaber (DC.) Podlech
- Astragalus caprinus subsp. huetii (Bunge) Podlech

Sinonimia
- Astragalus caprinus subsp. caprinus
- Astragalus caprinus var. macrocarpus Maire
- Astragalus caprinus subsp. lanigerus (Desf.) Maire
- Astragalus lanigerus Desf. (1799)
- Astragalus caprinus subsp. alexandrinus Boiss.
- Astragalus caprinus var. dictyocarpus Pomel
- Astragalus caprinus var. brevifolius Maire
- Astragalus caprinus var. subglabratus DC.
- Astragalus lanigerus var. salinus Pomel
- Astragalus weilleri Emb. & al.
- Astragalus alexandrinus Boiss.
- Astragalus caprinus var. reboudii (Bunge) Maire
- Astragalus lanigerus var. reboudii (Bunge) Maire
- Astragalus reboudii Bunge (1868) A. "reboudianus"
- Astragalus lanigerus var. subglabratus DC.[1]